# Colin Haughton
Colin Haughton (nacido el 12 de noviembre de 1972 en Mánchester) es un jugador de bádminton de Inglaterra.
Ha sido el número 1 del ranking nacional de Inglaterra y campeón nacional en individual en 2000, 2001 y 2003. En el ranking mundial IBF alcanzó el puesto 19.
En 2001 ganó varios torneos internacionales en Oceanía así como el Slovak Int, y en 2002 el Canada Open Int 2002 Results.